# 大棘石斑魚
大棘石斑魚，為輻鰭魚綱鱸形目鱸亞目鮨科的其中一種，分布於太平洋的馬克薩斯群島海域，棲息深度可達50公尺，體長可達34公分，生活在珊瑚礁，為底棲性魚類，屬肉食性，可做為食用魚。

## 擴展閱讀
維基物種上的相關：大棘石斑魚